# Nahublattella livida
Nahublattella livida är en kackerlacksart som först beskrevs av Isolda Rocha e Silva-Albuquerque 1958.
Nahublattella livida ingår i släktet Nahublattella och familjen småkackerlackor. Inga underarter finns listade i Catalogue of Life.